# Attheyella jureiae
Attheyella jureiae is een eenoogkreeftjessoort uit de familie van de Canthocamptidae. De wetenschappelijke naam van de soort is voor het eerst geldig gepubliceerd in 1986 door Por & Hadel.